# Johnson Creek (Wisconsin)
Johnson Creek ist eine Gemeinde (mit dem Status „Village“) im Jefferson County im US-amerikanischen Bundesstaat Wisconsin. Im Jahr 2010 hatte Johnson Creek 2738 Einwohner.

## Geografie
Johnson Creek liegt im mittleren Südosten Wisconsins am Ostufer des Rock River, einem linken Nebenfluss des Mississippi.
Die geografischen Koordinaten von Johnson Creek sind 43°04′34″ nördlicher Breite und 88°46′27″ westlicher Länge. Das Gemeindegebiet erstreckt sich über eine Fläche von 7,85 km². 
Nachbarorte von Johnson Creek sind Watertown (15,1 km nordnordöstlich), Ixonia (22,6 km nordöstlich), Farmington (8,6 km östlich), Helenville (13 km südöstlich), Jefferson (9,5 km südsüdwestlich), Aztalan (7,3 km westlich) und Lake Mills (11,5 km in der gleichen Richtung).
Die nächstgelegenen größeren Städte sind Green Bay am Michigansee (198 km nordnordöstlich), Wisconsins größte Stadt Milwaukee (73,8 km östlich), Chicago in Illinois (201 km südsüdöstlich), Rockford in Illinois (106 km südsüdwestlich) und Wisconsins Hauptstadt Madison (55,6 km westsüdwestlich).

## Verkehr
Die Interstate 94 verläuft in West-Ost-Richtung auf ihrem Weg von Madison nach Milwaukee durch den Norden von Johnson Creek. Durch das Zentrum des Ortes verläuft in Nord-Süd-Richtung der Wisconsin State Highway 26 und trifft hier auf die County Highways B und Y. Alle weiteren Straßen sind untergeordnete Landstraßen, teils unbefestigte Fahrwege sowie innerörtliche Verbindungsstraßen.
Durch das Gemeindegebiet verläuft für den Frachtverkehr eine Strecke der Union Pacific Railroad.
Mit dem Fort Atkinson Municipal Airport befindet sich 14,5 km südsüdwestlich von Johnson Creek ein kleiner Flugplatz. Die nächsten Verkehrsflughäfen sind der Dane County Regional Airport in Madison (53,4 km westnordwestlich) und der Milwaukee Mitchell International Airport in Milwaukee (83,6 km östlich).

## Bevölkerung
Nach der Volkszählung im Jahr 2010 lebten in Johnson Creek 2738 Menschen in 1049	 Haushalten. Die Bevölkerungsdichte betrug 348,8 Einwohner pro Quadratkilometer. In den 1049 Haushalten lebten statistisch je 2,6 Personen. 
Ethnisch betrachtet setzte sich die Bevölkerung zusammen aus 93,2 Prozent Weißen, 0,9 Prozent Afroamerikanern, 0,3 Prozent amerikanischen Ureinwohnern, 1,2 Prozent Asiaten sowie 2,8 Prozent aus anderen ethnischen Gruppen; 1,5 Prozent stammten von zwei oder mehr Ethnien ab. Unabhängig von der ethnischen Zugehörigkeit waren 7,5 Prozent der Bevölkerung spanischer oder lateinamerikanischer Abstammung. 
27,0 Prozent der Bevölkerung waren unter 18 Jahre alt, 64,6 Prozent waren zwischen 18 und 64 und 8,4 Prozent waren 65 Jahre oder älter. 51,2 Prozent der Bevölkerung war weiblich.
Das mittlere jährliche Einkommen eines Haushalts lag bei 65.489 USD. Das Pro-Kopf-Einkommen betrug 28.928 USD. 13,6 Prozent der Einwohner lebten unterhalb der Armutsgrenze.